# Bruno Borri
Bruno Borri (Sestri Ponente, 22 febbraio 1921 – ...) è stato un calciatore italiano, di ruolo attaccante.

## Carriera
Dopo gli esordi con la Sestrese, passa alla Reggiana dove disputa la Divisione Nazionale 1943-1944. 
Nel 1945 era nella rosa della Liguria che partecipò alla Coppa Città di Genova che nei primi mesi di quell'anno sostituì il normale campionato a causa degli eventi bellici che sconvolgevano l'Europa in quel periodo. La competizione fu vinta dal Genoa che sorpassò all'ultima giornata i liguriani.
Nel dopoguerra, dopo un anno in cui rientra alla Sestrese che disputa il campionato di Serie B-C Alta Italia 1945-1946, torna alla Reggiana disputando cinque stagioni in Serie B e totalizzando 155 presenze e 10 gol in serie cadetta.